# Mydaea laxidetrita
Mydaea laxidetrita este o specie de muște din genul Mydaea, familia Muscidae, descrisă de Xue și Wang în anul 1992.
Este endemică în Shanxi. Conform Catalogue of Life specia Mydaea laxidetrita nu are subspecii cunoscute.